# Victoria Lindpaintner
Victoria Lindpaintner (* 13. Februar 1918 in Frankfurt am Main; † 29. April 1965 in Tegernsee) war eine deutsche Eiskunstläuferin.

## Biografie
Victoria Lindpaintner belegte bei den Eiskunstlauf-Europameisterschaften 1935 den zwölften Rang. Im Folgejahr belegte sie den achten Rang. Ebenfalls Achte wurde sie bei den Olympischen Winterspielen 1936 in Garmisch-Partenkirchen.
Bei den Eiskunstlauf-Weltmeisterschaften 1936 belegte sie den sechsten Rang und ein Jahr später den zwölften Rang.
Ihr Vater Paul Lindpaintner war selbst 1912 als Tennisspieler bei Olympia und später Amateur-Kunsthändler.